# 角田市立角田中学校
角田市立角田中学校（かくだしりつ かくだちゅうがっこう）は、宮城県角田市角田字牛舘にある公立中学校。

## 沿革
- 1947年（昭和22年）4月1日 - 角田町立角田中学校として、角田小学校の一部を借用して開校[1]
- 1958年（昭和33年）10月1日 - 市制施行により角田市立角田中学校に改称
- 2022年（令和4年）4月1日 - 金津中学校と統合[2]

## 学区
- 角田市立角田小学校、角田市立横倉小学校、角田市立枝野小学校、角田市立藤尾小学校の通学区域[3]

## 制服
- 男子　
  - 冬服は学生服上下である。
  - 夏服はカッターシャツ、スラックスである。
- 女子　
  - 冬服はブレザー、カッターシャツ、吊りスカートである。
  - 夏服はカッターシャツ、吊りスカートである。